# Zaščitni bataljon Vrhovnega štaba NOVJ
Zaščitni bataljon Vrhovnega štaba NOVJ je bil prištabni bataljon Vrhovnega štaba NOVJ, zadolžen za varovanje štaba in predvsem za varovanje Josipa Broza Tita.

## Zgodovina
Bataljon je bil ustanovljen 4. novembra 1942 v Biščanih (Bosanski Petrovac). Sodeloval je v bitki za Drvar. 
Po osvoboditvi Beograda leta 1944 je bil bataljon oktobra 1944 razpuščen.

## Vodstvo
Štab
- poveljnik: Momčilo Đurić - Moma
- namestnik poveljnika: Milorad Janković - Mića
- politični komisar: Živomir Jeremić - Modelar
- namestnica političnega komisarja: Branka Savić
- intendant: Milisav Živadinović - Jagodinac
- sanitetni referent: dr. Olga Milošević
- vodja kurirjev: Marko Popović - Piper
- vodja prateža: Panta Pantić - Robajac
- mladinski vodja: Mile Vranješ
- vodja šifrerskega oddelka: Branka Savić

1. četa
- poveljnik: Bogosav Mitrović - Šumar
- namestnik poveljnika: Petar Trilić
- politični komisar: Stevan Balaban
- namestnik političnega komisarja: Milovan Batanović - Batan

2. četa
- poveljnik: Dimitrije Koljković - Diša
- namestnik poveljnika: Ratko Popović
- politični komisar: Drago Božović
- namestnik političnega komisarja: Romano Solomon

3. četa
- poveljnik: Dušan Novaković
- namestnik poveljnika: Radojica Vuković
- politični komisar: Milutin Despotović - Omladinec
- namestnik političnega komisarja: Vjekoslav Spoja

## Sestava
- štab
- 1. četa
- 2. četa
- 3. (inženirska) četa